# Rhynchostegium nanopennatum
Rhynchostegium nanopennatum là một loài Rêu trong họ Brachytheciaceae. Loài này được (Broth.) Kindb. miêu tả khoa học đầu tiên năm 1891.